# Neea pittieri
Neea pittieri är en underblomsväxtart som beskrevs av Paul Carpenter Standley. Neea pittieri ingår i släktet Neea och familjen underblomsväxter. Inga underarter finns listade i Catalogue of Life.